# Chapiteau aux lions d'Ashoka

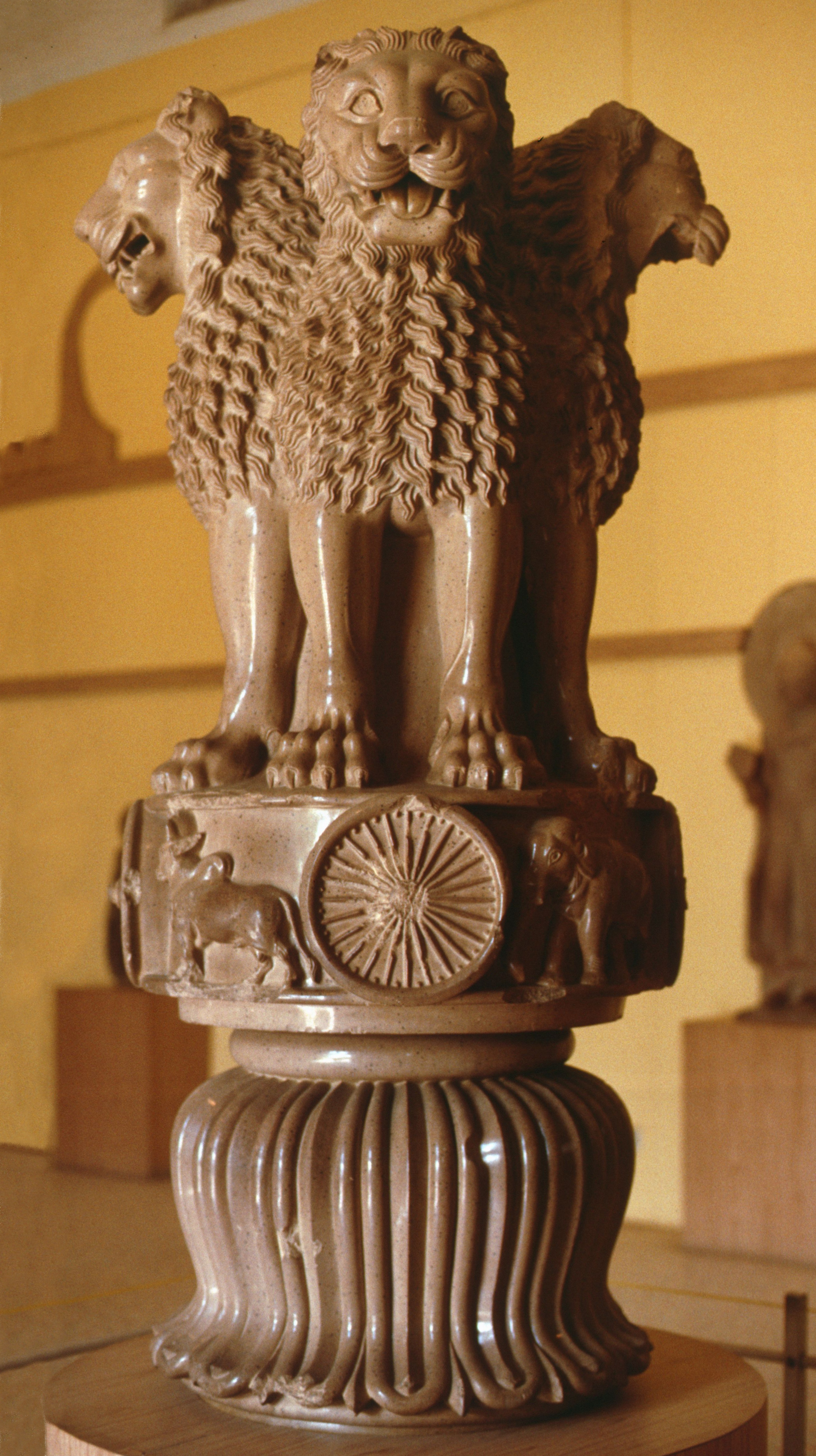
Le chapiteau aux lions d'Ashoka.

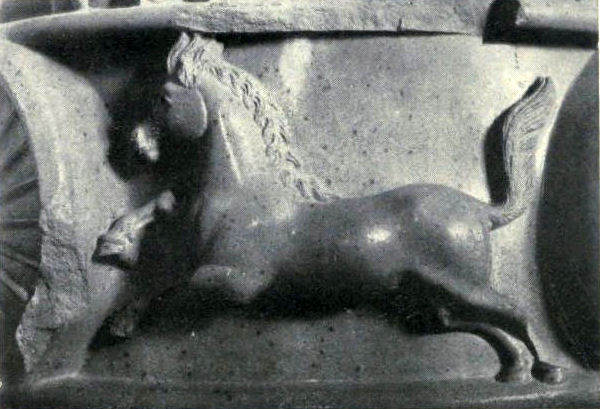
Le motif du cheval sur le chapiteau aux lions d'Ashoka de Sarnath, est souvent présenté comme un exemple de réalisme artistique hellénistique.

Le chapiteau aux lions d'Ashoka est un chapiteau formé de quatre lions asiatiques dos à dos reposant sur un abaque circulaire orné d'autres animaux en haut-relief. Une représentation graphique de celui-ci a été adoptée comme emblème officiel de l'Inde en 1950.

## Description
Le chapiteau était initialement placé au sommet du pilier du site bouddhique de Sarnath par l'empereur Ashoka, vers 250 av. J.-C.. Le pilier est toujours dans son emplacement d'origine, mais son chapiteau est maintenant conservé dans le musée de Sarnath (en), dans l'État de l'Uttar Pradesh, en Inde. D'une hauteur de 2,15 mètres, le chapiteau est taillé dans un seul bloc de grès poli et a toujours été une pièce séparée du pilier.
La frise qui se trouve sous les lions montre un éléphant, un cheval au galop, un buffle et un lion, chaque fois séparés par un roue du Dharma (dharmachakra).

## Références

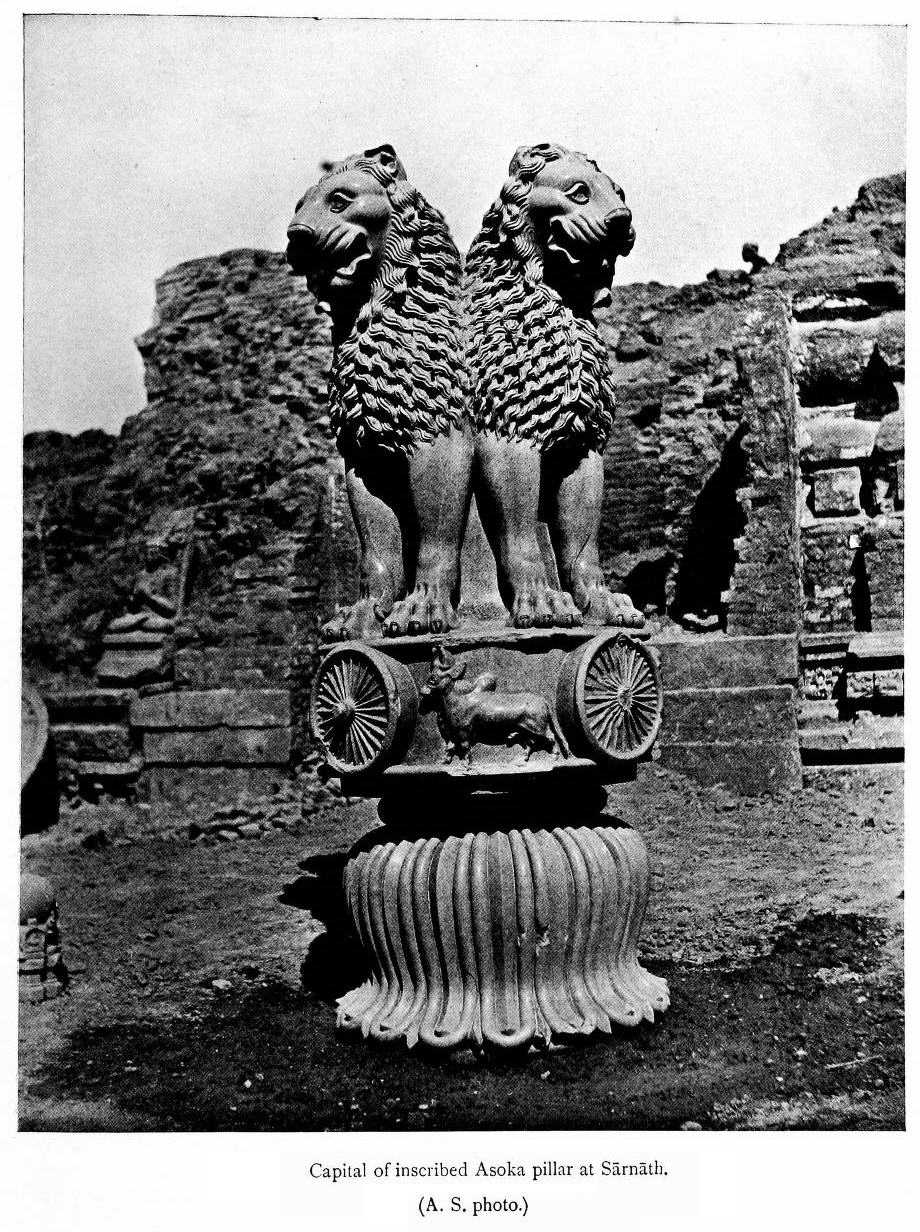
Le chapiteau aux lions d'Ashoka vers 1904-1905. On aperçoit dans la frise un buffle, entre deux roues du Dharma.

Emblème de l'Inde.